# Mistrzostwa Europy w Wioślarstwie 2011 – dwójka podwójna wagi lekkiej kobiet
Dwójka podwójna wagi lekkiej kobiet (LW2x) – konkurencja rozgrywana podczas 71. Mistrzostw Europy w Wioślarstwie w bułgarskim Płowdiw, w dniach 16-18 sierpnia 2011 r. W zmaganiach udział wzięło 8 osad. Zwyciężczyniami zostały greczynki Christina Jazidzidu i Aleksandra Tsiawu.

## Wyniki

### Legenda
| Q - awans do półfinału/finału A R - awans do repasażów | FB - awans do finału B |

### Eliminacje
Wyścig 1
| Poz. | Zawodnik                             | Narodowość | Rezultat | Uwagi |
| ---- | ------------------------------------ | ---------- | -------- | ----- |
| 1    | Magdalena Kemnitz Agnieszka Renc     | Polska     | 7:13,660 | Q     |
| 2    | Laura Milani Enrica Marasca          | Włochy     | 7:15,090 | R     |
| 3    | Olga Arkadowa Natalja Warfołomiejewa | Rosja      | 7:27,920 | R     |
| 4    | Sara Lambing Michaela Taupe-Traer    | Austria    | 7:29,800 | R     |

Wyścig 2
| Poz. | Zawodnik                                    | Narodowość      | Rezultat  | Uwagi |
| ---- | ------------------------------------------- | --------------- | --------- | ----- |
| 1    | Christina Jazidzidu Aleksandra Tsiawu       | Grecja          | 7:11,930  | Q     |
| 2    | Kathryn Twyman Andrea Dennis                | Wielka Brytania | 7:21,750  | R     |
| 3    | Klára Janáková Marketa Pazderkova           | Czechy          | 7:33,880  | R     |
| 4    | Mihaela-Adnana Costanceanu Aleksandra Bizom | Rumunia         | 7:42,640' | R     |

### Repasaże
| Poz. | Zawodnik                                    | Narodowość      | Rezultat | Uwagi |
| ---- | ------------------------------------------- | --------------- | -------- | ----- |
| 1    | Kathryn Twyman Andrea Dennis                | Wielka Brytania | 7:15,510 | Q     |
| 2    | Laura Milani Enrica Marasca                 | Włochy          | 7:19,950 | Q     |
| 3    | Sara Lambing Michaela Taupe-Traer           | Austria         | 7:20,390 | Q     |
| 4    | Olga Arkadowa Natalja Warfołomiejewa        | Rosja           | 7:23,340 | Q     |
| 5    | Klára Janáková Marketa Pazderkova           | Czechy          | 7:24,730 | FB    |
| 6    | Mihaela-Adnana Costanceanu Aleksandra Bizom | Rumunia         | 7:36,80  | FB    |

### Finały
Finał B
| Poz. | Zawodnik                                    | Narodowość | Rezultat | Uwagi |
| ---- | ------------------------------------------- | ---------- | -------- | ----- |
| 1    | Klára Janáková Marketa Pazderkova           | Czechy     | 7:41,870 |       |
| 2    | Mihaela-Adnana Costanceanu Aleksandra Bizom | Rumunia    | 7:49,740 |       |

Finał A
| Poz. | Zawodnik                              | Narodowość      | Rezultat | Uwagi |
| ---- | ------------------------------------- | --------------- | -------- | ----- |
| 1    | Christina Jazidzidu Aleksandra Tsiawu | Grecja          | 7:15,500 |       |
| 2    | Kathryn Twyman Andrea Dennis          | Wielka Brytania | 7:20,260 |       |
| 3    | Laura Milani Enrica Marasca           | Włochy          | 7:24,880 |       |
| 4    | Olga Arkadowa Natalja Warfołomiejewa  | Rosja           | 7:28,080 |       |
| 5    | Sara Lambing Michaela Taupe-Traer     | Austria         | 7:28,300 |       |
| 6    | Magdalena Kemnitz Agnieszka Renc      | Polska          | 7:30,360 |       |